# 眞野温
眞野 温（まの あつし、1930年1月27日 - ）は、日本の通産官僚。通商産業省基礎産業局長を経て、住友電気工業副社長や、原子燃料工業社長、同社会長などを歴任した。

## 人物・経歴
愛知県出身。1953年東京大学法学部法律学科卒業、通商産業省入省。通商産業大臣官房総務課長補佐を経て、1967年通商産業省石炭局産炭地域振興課長。1968年通商産業省鉱山石炭局石炭部産炭地域振興課長。1970年通商産業省公害保安局工業保安課長。1972年経済企画庁調整局経済協力第一課長。
1973年通商産業省貿易局輸入課長。1974年通商産業省通商政策局国際経済部国際経済課長。1976年資源エネルギー庁長官官房総務課長。1979年通商産業省通商政策局次長。
1981年通商産業省基礎産業局長。1978年通商産業省通商政策局国際経済部長。1981年通商産業省基礎産業局長。1982年退官、住友信託銀行顧問。1984年住電精工取締役社長、住友電気工業常務取締役。1985年住友電気工業専務取締役。1989年住友電気工業取締役副社長。1991年住友電気工業特別顧問、原子燃料工業取締役社長。1995年原子燃料工業取締役会長。

## 著書
- 『貿易と保険』（井上次郎と共著）有斐閣 1959年